# Pătrăuți
Pătrăuți è un comune della Romania di 4 796 abitanti, ubicato nel distretto di Suceava, nella regione storica della Bucovina.
Pătrăuți ospita la Chiesa della Santa Croce, la prima chiesa fatta costruire da Ştefan cel Mare nel 1487. La chiesa è rimasta immutata nella sua struttura originale ed è oggi un Patrimonio dell'umanità dell'UNESCO come parte del complesso delle Chiese della Moldavia.